# Dom Squedera w Katowicach
Dom inżyniera Jana Squedera w Katowicach – dom handlowo-biurowy znajdujący się w Śródmieściu Katowic, położony przy ul. Dworcowej 13. 
Wzniesiony w 1937 roku w stylu funkcjonalistycznym dla inżyniera Jana Squedera gmach stanowi jeden z najwybitniejszych przykładów architektury modernistycznej w Katowicach, a także realizuje zasady architektury nowoczesnej Le Corbusiera. Budynek jest siedzibą różnych instytucji, m.in. katowickiego okręgu Związku Polskich Artystów Plastyków. 

## Historia

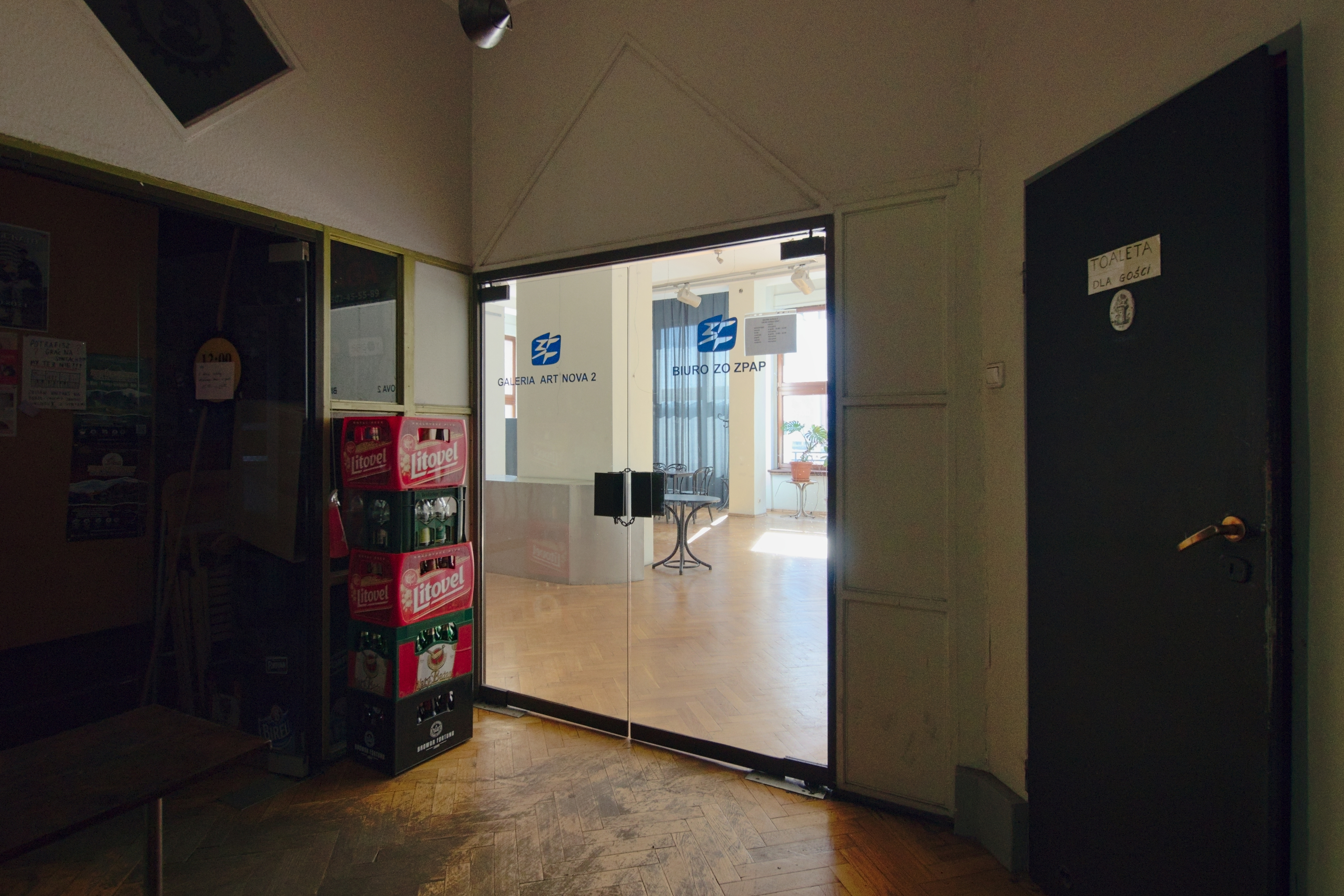
Wejście do galerii Art Nova 2 (2024)

Dom, wybudowany dla inżyniera Jana Squedera, wzniesiono na działce o powierzchni 185 m², na której wcześniej działała Mleczarnia Zdrowia. Projekt budynku został opracowany przez Spółkę Inżyniersko-Budowlaną w 1932 roku, lecz sam autor projektu nie jest znany. Z niewiadomych zaś przyczyn budowę domu rozpoczęto z dużym opóźnieniem. Gmach w stanie surowym gotowy był latem 1937 roku i jeszcze tego samego roku oddano go do użytku. Od momentu powstania domu na parterze działał sklep, którego witryny sięgały poziomu chodnika, a na pierwszym piętrze urządzono kawiarnię Scala, która była własnością Wincentego Grzędy. Wyżej natomiast mieściły się biura i mieszkania. 
Po II wojnie światowej kawiarnię podzielono na sale wystawowe, a sam dom stał się siedzibą katowickiego oddziału Centralnego Biura Wystaw Artystycznych, którego otwarcie nastąpiło 2 października 1949 roku. Biuro działało w gmachu przy ulicy Dworcowej 13 do 1972 roku, kiedy to nastąpiła zmiana siedziby do pawilonu powstałego przy alei W. Korfantego. Miejsce Biura Wystaw Artystycznych w dotychczasowym gmachu zajęła galeria Art Nova, do której tradycji nawiązywała późniejsza galeria Art Nova 2. Mieszkania w budynku podzielono na mniejsze lokale, w których zaczęły funkcjonować kancelarie adwokackie czy gabinety lekarskie.
W 2005 roku przeprowadzono termomodernizację domu, zatracając pierwotne proporcje i detale architektoniczne domu inż. J. Squedera. W czasie tych prac dołożono nowe, nieistniejące wcześniej elementy jak balustrady. W pierwszych latach XXI wieku na pierwszym piętrze działał pub Za drzwiami (do 2011 roku), a później herbaciarnia Teoria. Budynek ten stał się jednym z obiektów na otwartym w Katowicach w 2011 roku Szlaku Moderny. Od końca czerwca 2021 roku przestała na parterze budynku działać galeria ZPAP-u, a w jej miejsce urządzono sklep odzieżowy.

## Charakterystyka

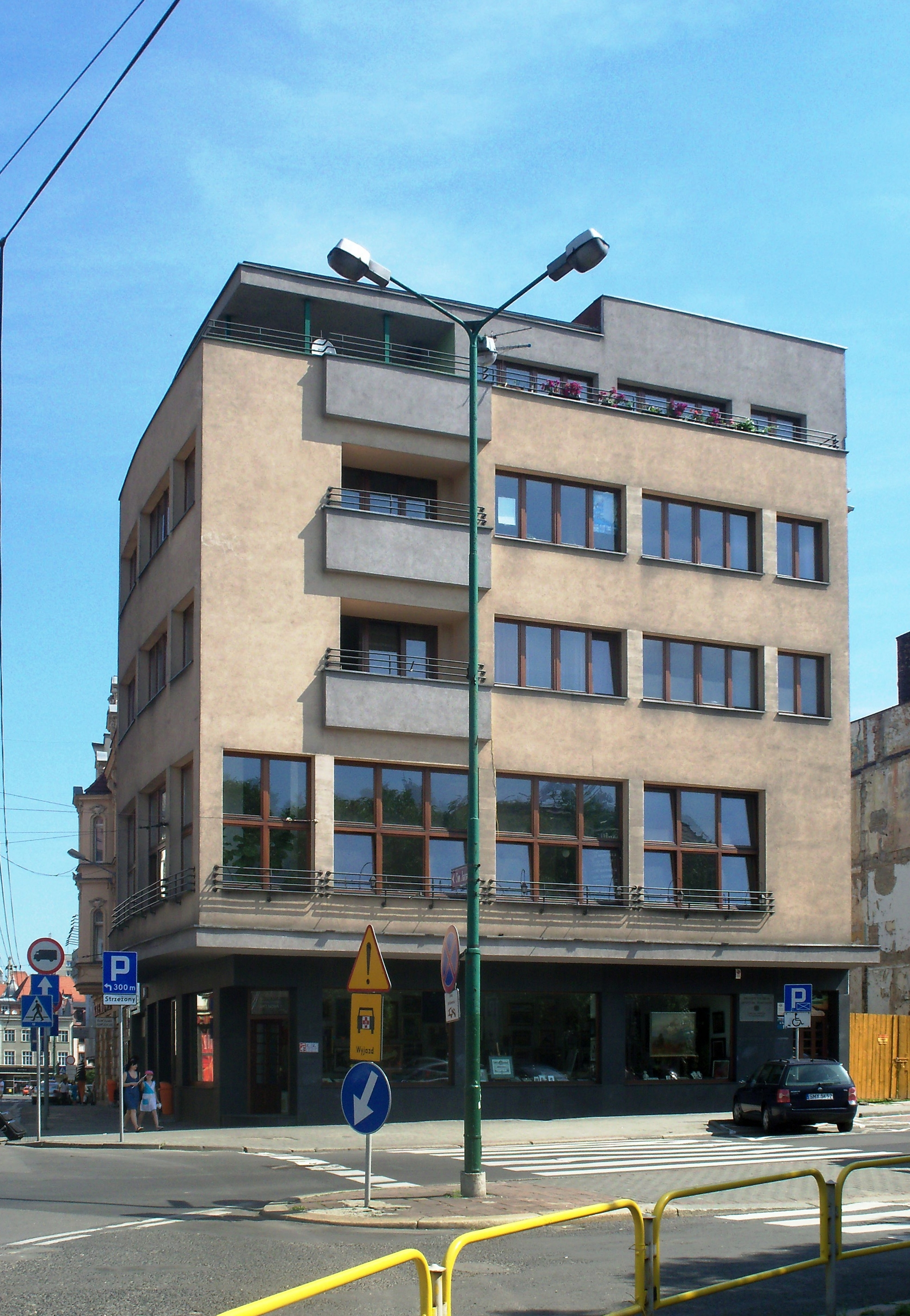
Dom J. Squedera w 2011 roku

Dom inż. Jana Squedera położony jest przy ulicy Dworcowej 13 (róg z ulicą św. Jana) w Katowicach w dzielnicy Śródmieście. Jest to narożny dom handlowo-biurowy, murowany z cegły, wybudowany przy użyciu szkieletu żelbetowego. Gmach zwieńczony jest płaskim dachem. Ma pięć kondygnacji nadziemnych i jedną podziemną. Powierzchnia zabudowy domu wynosi 123 m², a kubatura 3 113,22 m³.
Dom wzniesiony jest w stylu funkcjonalizmu i stanowi jeden z najwybitniejszych przykładów architektury modernistycznej w Katowicach. Jest to również przykład pełnej realizacji zarówno programu nowej architektury Le Corbusiera, jak i jego założeń estetycznych. Dom Squedera ma formę sześcianu z tą różnicą, iż elewacja od strony ulicy św. Jana jest lekko wybrzuszona. Parter budynku, pełniący funkcję handlową, jest niemal całkowicie przeszklony, co zostało zaakcentowane ciemnym kolorem. Parter jest nieco mniejszy w obrysie niż nadwieszona nad nim bryła budynku, sprawiając wrażenie unoszenia właściwej bryły budynku nad parterem przy jego podtrzymaniu tylko przez szeroko rozstawione słupy. Na ostatniej kondygnacji znajdują się loggia z wysuniętymi płytami balustrad.
Każda z dwóch frontowych elewacji budynku została inaczej zaprojektowana mimo użycia tych samych elementów. Tworzą je przede wszystkim okna i puste partie ścian. Wszystkie zaś okna, które są ułożone „wstęgowo”, mają różną wysokość. Szczególnie pod tym względem wyróżniają się okna drugiej kondygnacji. Okna od strony ulicy św. Jana układają się w trzy poziome pasy, a od strony ulicy Dworcowej na trzech kondygnacjach zostały wprowadzone balkony osłonięte wystającą nieco ponad lico ściany płytą, która kontrastuje z płaskością elewacji domu. Identyczny typ balkonu Le Corbusier zastosował w budynku Villa Stein w Garches powstałym około 1927 roku.
Dom inż. J. Squedera wpisany jest do gminnej ewidencji zabytków miasta Katowice.
Według stanu z połowy 2023 roku, w domu przy ulicy Dworcowej 13 siedzibę mają m.in. Salon Desy (nr 12), butik odzieżowy, kluboczajownia Teoria, pracownia UFFO czy kancelaria adwokacka. Gmach jest ponadto siedzibą Okręgu w Katowicach Związku Polskich Artystów Plastyków.